# San Francisco de Paula en Monti (título cardenalicio)
San Francisco de Paula en Monti es un título cardenalicio diaconal de la Iglesia Católica. Fue instituido por el papa Pablo VI en 1967 con la constitución apostólica Decessores nostri.

## Titulares
- Alexandre Renard; título presbiteral pro illa vice (26 de junio de 1967 - 24 de mayo de 1976)
- Joseph Marie Trinh-nhu-Khuê; título presbiteral pro illa vice (24 de mayo de 1976 - 27 de noviembre de 1978)
- Vacante (1978 - 1985)
- Pietro Pavan (25 de mayo de 1985 - 26 de diciembre de 1994)
- Vacante (1994 - 2003)
- Renato Raffaele Martino (21 de octubre de 2003 - 28 de octubre de 2024)